# Réville-aux-Bois
Réville-aux-Bois – miejscowość i gmina we Francji, w regionie Grand Est, w departamencie Moza.
Według danych na rok 1990 gminę zamieszkiwało 130 osób, a gęstość zaludnienia wynosiła 12 osób/km² (wśród 2335 gmin Lotaryngii Réville-aux-Bois plasuje się na 915. miejscu pod względem liczby ludności, natomiast pod względem powierzchni na miejscu 547.).